# Masbaraud-Mérignat
Masbaraud-Mérignat est une ancienne commune française située dans le département de la Creuse en région Nouvelle-Aquitaine. Depuis le 1er janvier 2019, elle est une commune déléguée de Saint-Dizier-Masbaraud.

## Géographie
Masbaraud-Mérignat est située à environ 3 km au nord de Bourganeuf, 24 km au sud de Guéret (36 km par la route) et 40 km à l'est de Limoges (54 km par la route).

### Lieux-dits
La commune comprend 16 villages dispersés autour du bourg de Masbaraud : Les Arces, Bost-Peyrusse, Chambonnaud, Combe-du-Moulin, Les Fayes, Fontelune, Langladure, Masbaronnet, Mas-Cluzeaud, Mérignat, Montalescot, Perlaurière, Pont-de-la-Chassagne, Saint-Michel, Le Verger, Villette.

## Histoire
Masbaraud, autrefois « Le Mas Barreau » (carte de Cassini) était un village sur lequel les hospitaliers de Bourganeuf levaient une rente jusqu'à la Révolution française. Quant à Mérignat, auparavant « Mérignac / Mévrignac » (Cassini), il s'agissait d'une paroisse du diocèse de Limoges qui ne relevait pas des hospitaliers.
Par décret du 10 décembre 1912, la commune de Mérignat prend le nom de Masbaraud-Mérignat.
Le 8 juin 1944, les hommes de l'armée secrète et ceux des FTP se replient vers la Creuse et rejoignent le château de Mérignat sur la commune de Masbaraud où ils restent plus d'un mois. Des colonnes allemandes rodent dans la région notamment la 2e division SS Das Reich sous le commandement de Helmut Kämpfe ou du commandant de la division Heinz Lammerding. Le capitaine Blanchard alias surcouf et sa compagnie se dispersent. Certains hommes font une halte à la Croix de la Mine sur la commune de Saint-Dizier-Leyrenne où ils sont surpris le 19 juillet 1944 par la Brigade Jesser brigade du général allemand Kurt von Jesser chargée d'anéantir la résistance en Limousin et en Auvergne. Dans la fusillade, neuf hommes sont tués, dont le capitaine Blanchard. Soixante-deux autres résistants sont faits prisonniers dans la Tour Zizim, avant d'être déportés.
Le 1er janvier 2019, elle fusionne avec Saint-Dizier-Leyrenne pour constituer la commune nouvelle de Saint-Dizier-Masbaraud.

## Politique et administration
| Période                                  | Période  | Identité    | Étiquette | Qualité       |
| ---------------------------------------- | -------- | ----------- | --------- | ------------- |
| janvier 2019                             | En cours | Joël Royère | PS        | Fonctionnaire |
| Les données manquantes sont à compléter. |          |             |           |               |

| Période                                  | Période       | Identité            | Étiquette | Qualité                                                                                                 |
| ---------------------------------------- | ------------- | ------------------- | --------- | --- |
| 1986                                     | 1995          | Jean-Jacques Lozach | PS        | Professeur d'EPS Élu maire de Bourganeuf en 1995 Conseiller général du canton de Bourganeuf (1994-2015) |
| mars 2001                                | mars 2008     | Robert Bachellerie  |           | |
| mars 2008                                | décembre 2018 | Joël Royère         | PS        | Fonctionnaire                                                                                           |
| Les données manquantes sont à compléter. |               |                     |           | |

## Démographie
Comme la plupart des communes creusoises, Masbaraud-Mérignat a perdu une grande partie de sa population au cours du vingtième siècle. Ce dépeuplement est notamment dû à la Première Guerre mondiale, mais surtout à l'exode rural massif qui a touché le département depuis 1945. Cependant, il faut noter que la commune fut moins touchée que la plupart des communes voisines, qui ont perdu en moyenne 70 % de leur population en un siècle, tandis que Masbaraud n'en a perdu qu'environ 40 % (633 habitants en 1906, 373 en 2009).
L'évolution du nombre d'habitants est connue à travers les recensements de la population effectués dans la commune depuis 1793. Pour les communes de moins de 10 000 habitants, une enquête de recensement portant sur toute la population est réalisée tous les cinq ans, les populations de référence des années intermédiaires étant quant à elles estimées par interpolation ou extrapolation. Pour la commune, le premier recensement exhaustif entrant dans le cadre du nouveau dispositif a été réalisé en 2008.

En 2016, la commune comptait 346 habitants, en évolution de −7,49 % par rapport à 2010 (Creuse : −3,32 %, France hors Mayotte : +2,11 %).
| 1793 | 1800 | 1806 | 1821 | 1831 | 1836 | 1841 | 1846 | 1851 |
| ---- | ---- | ---- | ---- | ---- | ---- | ---- | ---- | ---- |
| 542  | 409  | 383  | 403  | 516  | 559  | 537  | 579  | 603  |

| 1856 | 1861 | 1866 | 1872 | 1876 | 1881 | 1886 | 1891 | 1896 |
| ---- | ---- | ---- | ---- | ---- | ---- | ---- | ---- | ---- |
| 601  | 589  | 602  | 598  | 653  | 666  | 706  | 637  | 635  |

| 1901 | 1906 | 1911 | 1921 | 1926 | 1931 | 1936 | 1946 | 1954 |
| ---- | ---- | ---- | ---- | ---- | ---- | ---- | ---- | ---- |
| 603  | 633  | 590  | 551  | 517  | 495  | 443  | 453  | 438  |

| 1962 | 1968 | 1975 | 1982 | 1990 | 1999 | 2006 | 2008 | 2013 |
| ---- | ---- | ---- | ---- | ---- | ---- | ---- | ---- | ---- |
| 375  | 334  | 310  | 315  | 339  | 328  | 361  | 371  | 349  |

| 2016 | - | - | - | - | - | - | - | - |
| ---- | - | - | - | - | - | - | - | - |
| 346  | - | - | - | - | - | - | - | - |

## Culture locale et patrimoine

### Personnalités liées à la commune
- Le champion cycliste Raymond Poulidor y a vu le jour le 15 avril 1936, au domaine des Gouttes où ses parents étaient métayers[8],[9]. « Poupou », qui fut surnommé durant sa carrière « L'éternel second », a, en fait, comptabilisé plus de victoires que de deuxièmes places et il détient le record du nombre de podiums sur le Tour de France (huit).